# Wapen van Kerkwijk

Het wapen van Kerkwijk

Het wapen van Kerkwijk werd op 10 september 1923 per Koninklijk Besluit van de Hoge Raad van Adel aan de Gelderse gemeente Kerkwijk toegekend. Vanaf 1999 is het wapen niet langer als gemeentewapen in gebruik omdat de gemeente Kerkwijk opging in de gemeente Zaltbommel. 

## Blazoenering
De blazoenering van het wapen luidt als volgt:
In keel drie palen van vair en een schildhoofd van goud, beladen met eenen gaanden leeuw van keel.

## Verklaring
Kerkwijk was vanaf 1265 eigendom van Rudolf I de Cock. Bij het ontwerp van het gemeentewapen werd het familiewapen van De Cock uit het huis Châtillon als basis gebruikt, waarbij in het schildhoofd de betreffende tak van de familie werd afgebeeld. De leeuw (zonder de bijbehorende ruiterspoor) duidt de tak De Cocq van Bruchem aan.

## Verwante wapens

Wapen van Rudolf I de Cock
Wapen van Huis Châtillon